# San Pietro Clarenza

Ubicació de San Pietro Clarenza dins de la província

San Pietro Clarenza (sicilià San Petru Clarenza) és un municipi italià, dins de la ciutat metropolitana de Catània. L'any 2008 tenia 6.706 habitants. Limita amb els municipis de Belpasso, Camporotondo Etneo, Catania, Mascalucia i Misterbianco.

## Administració
| Període | Identitat            | Partit   |
| ------- | -------------------- | -------- |
| 2008-   | Vincenzo Santonocito | MpA-UDCC |